# Pedro Apaolaza Ramírez
Pedro Apaolaza Ramírez (ur. w czerwcu 1567, zm. 21 lipca 1643) – duchowny katolicki, arcybiskup Saragossy, benedyktyn. 
W 1622 roku został biskupem Barbastro, następnie, od 1625 roku był biskupem Albarracín, a od 1633 – Teruel. W 1635 roku objął arcybiskupstwo Saragossy. 
W 1641 roku uznał za prawdziwy cud z Calandy.